# Straße der Romanik

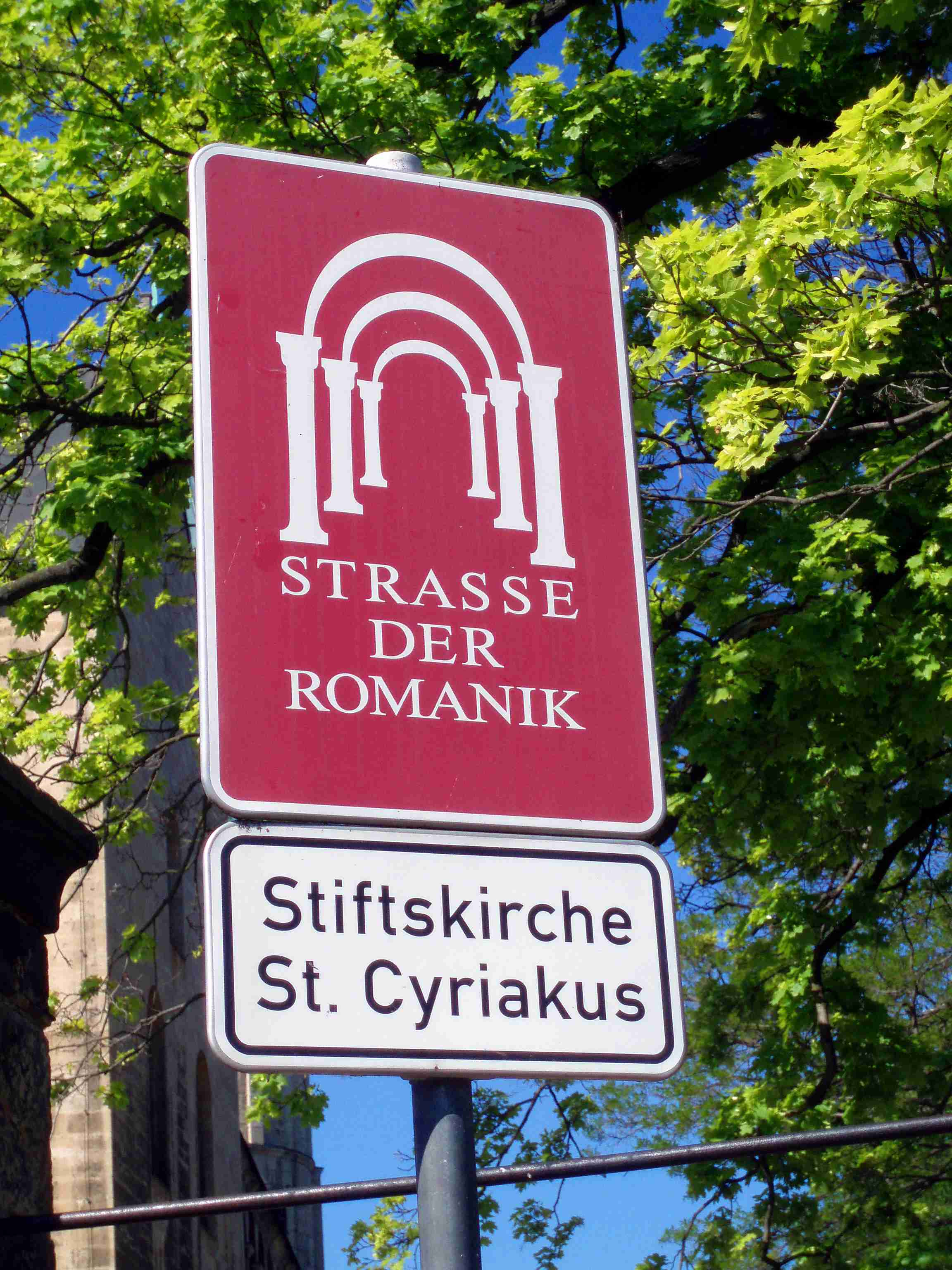

De Straße der Romanik is een toeristische autoroute in Saksen-Anhalt, Duitsland. De bewegwijzerde route loopt langs romaanse bouwkunst en is het Duitse deel van de Transromanica.